# Stevenson Cove
Die Stevenson Cove ist eine Bucht an der Budd-Küste des ostantarktischen Wilkeslands. Sie liegt südöstlich des Blakeney Point auf der Nordseite der Clark-Halbinsel.
Luftaufnahmen der US-amerikanischen Operation Highjump (1946–1947), der Australian National Antarctic Research Expeditions und einer sowjetischen Antarktisexpedition jeweils im Jahr 1956 dienten ihrer Kartierung. Der US-amerikanische Polarforscher Carl R. Eklund nahm 1957 Vermessungen der Bucht vor Ort vor. Eklund benannte sie nach Andrew Stevenson, Wirtschaftsberater im Ausschuss des Repräsentantenhauses der Vereinigten Staaten für Binnen- und Außenhandel, der einen Bericht zum Internationalen Geophysikalischen Jahr (1957–1958) verfasst hatte.